# Органска архитектура
Органска архитектура је стил савремене архитектуре који негује хармонију између природе и човека пројектовањем објеката који су толико интегрисани у околину да његови делови, намештај и околина постају део јединствене међусобно одређене композиције са краја 20. века. Реч Органска архитектура први је свесно употребио архитекта Френк Лојд Рајт.

## Карактеристике и појам
Органска архитектура је уопште архитектура која је инспирисана циљевима, функцијом и природношћу тзв. живе архитектуре. Органски значи интегрисани, уцељени, аналоган са биљним и животињским организмом, онај који природно следи и разложно је распоређен. Уопштено, то је архитектура која је инспирисана природом. Први пут је израз органски у теорији употребио 1841. године француски естетичар Де Ламенсе („H.F.R. de Lammenaise“) у делу „De l´Art et du beau“ (О уметности и лепоти) а 1843. године амерички вајар Хорејшио Гриноу („Horatiо Greenough“) даље је овај термин употребљавао Луис Саливан а свесно ју је као теорију разрадио Френк Лојд Рајт у вези са својим програмским повратком природи. Ова архитектура је и архитектура 60-их година у делу мађарског архитекте Имре Маковица који у својим делима употребљава органске материјале као дрво и трску и снажно се инспирише облицима из природе.
Теоретичар Давид Пирсон је предложио листу правила по којих би се требало држати у органској архитектури:
Пројекатмора:
- бити инспирисан од природе и бити самоодржив, здрав, економичан и разнолик
- расти изнутра као из семена
- постојати у трајној садашњости и почињати увек поново
- пратити токове те бити флексибилан и прилагодљив
- подмирити социолошке, физичке и духовне потребе
- израсти из околине и бити јединствен
- славити дух младости, игре и изненађења
- изразити ритам музике и снагу плеса

Класичан пример органске архитектуре је Кућа на водопадима коју је Френк Лојд Рајт пројектовао за породицу Кауфман. Кућа је изграђена на месту које је било изазовно због стрмог брда на врху водопада и које је очито инспирисало Рајта. Мешајући природни оближњи камен са смелим истуреним гредама обојеним у светлосмеђу боју да се уклопе у амбијент, објекат се са својим пројектом сјединио као да се једино на том месту може успешно уклопити. 
Рајтова „органска архитектура“ није ништа друго него одбацивање сваке схеме према којој би он изводио грађевине по својим пројектима и поклањање пажње на околину у који би уклапао своје објекте сваки пут прилазећи им на други начин уз одговарајући избор материјала. Рајт од самог пошетка усмерава своје напоре на теме изван архитектуре, па тврди: “Органска архитектура значи мање-више организовано друштво. Архитектура која се руководи овим идеалом не жели да се подвргне законима што их прописује естетика или чак само укус, у истој мери као што би и организовано друштво морало одбити обавезе које немају никакве везе са животом и које су у противречности са природом и карактером човека који своје место и посао, на којем може бити срећен и користан, нашао у једној њему одговарајућој форми живљења.“.
Не постоји никакаво прописано или успостављено спољашње стилско средство и оно је сам уметничи закон сам, пропорције пластичност, боја материјали а правила су од самих заступника органске архитектуре различито наглашавана односно дефинисана и можемо их пратити у делима Антони Гаудиа, Ерих Менделсона или Френк Лојд Рајта. Хармонија зграда и пејзажа и један прикладан избор матаријала од које се градња изводи - органски из функције развијена форма као и биолошке, психолошке и социјалне сврхе архитектуре треба да се задовоље

### Изабрани представници
- Френк Лојд Рајт („Frank Lloyd Wright“)
- Луис Саливан („Louis Sullivan“)
- Бруно Зеви („Bruno Zevi“)
- Алвар Алто („Alvar Aalto“)
- Херман Финстерлин („Hermann Finsterlin“)
- Иго Херинг („Hugo Häring“)
- Густав Стикли („Gustav Stickley“)
- Ивана Тслимсон („Ivan Taslimson“)
- Имре Маковец („Imre Makovecz“)
- Ханс Шарон („Hans Scharoun“)
- Антони Гауди („Antoni Gaudi“)